# 菊地志乃のVilla de Weekend
『菊地志乃のVilla de Weekend』（きくちしののヴィラ デ ウィーケンド）は、2013年4月6日から琉球放送運営のRBCiラジオで放送されているラジオ番組である。放送時間は、毎週金曜日 21:00 - 23:00（JST）。

## 概要
- 「週末の別荘」をコンセプトに、リスナーからのメッセージによる二者択一の週末アンケートと番組スタッフがテーマに沿った選曲で綴るトークバラエティ番組。フリーアナウンサーの菊地志乃を「オーナー」として番組は展開する。

## 沿革
- 2013年4月6日土曜午後3時に生放送開始[4]、『週末アンケート』、『懐かしのJポップ』、『ようこそVillaへ』、『ジャニーズ倶楽部』、『クイズ主題歌を聞いて番組タイトルを当てよう！』のコーナー開始。
- 2018年4月8日日曜午前10時に放送移動、『アイドルプレイバック』、『Villa de シアター』の新コーナー開始、ラジオカーリポートのFEC所属のお笑い芸人キンピラゴボウ金城大河が担当[5]。
- 2019年10月6日の『い～もんめっけ！週刊いちご通信』、『Coo&RIKU ワンニャンひろば』の新コーナー開始[6]。
- 2020年9月27日に公式アカウント開設[7]。
- 2020年12月27日に『Coo&RIKU ワンニャンひろば』コーナー終了[8]。
- 2021年3月28日にラジオカーリポートのキンピラゴボウ金城大河卒業[9]。
- 2021年4月2日に金曜午後8時に放送移動[10]。
- 2022年4月1日に金曜午後9時に放送時間変更。
- 2023年4月7日から収録放送に変更。
- 2023年10月6日に『ジャニーズ倶楽部』コーナー終了[11]。
- 2023年10月13日に『たのきんからトラジャまでオール・リクエスト』暫定コーナー開始[12]。

## 出演
- オーナー（MC） - 菊地志乃 2013年4月6日 -

番組初回から出演。生放送時代、菊地が出演できない時は、大城泉などが代役で務めることもあった。収録番組以降は菊地のスケジュールに合わせて収録しているため、代役はしばらく立てていない。

## 過去の出演
- ラジオカーリポーター - 金城大河（キンピラゴボウ）2018年4月8日 - 2021年3月28日

## コーナー
週末アンケート
番組のメインコーナーで、テーマに沿って二者択一によるアンケートをリスナーから募っている。また、生放送時代はTwitter（現:X）でもアンケートを募っていた。録音放送になってからは、放送4日前の月曜12:00でテーマアンケートを締め切っている。基本的に放送開始30分前に番組公式LINEアカウントで送信、菊地の1週間に起きた近況報告と当日の番組内容、収録放送以降は来週の週末アンケートのお題がそれぞれ送られる。ただし、公式LINEでの投稿は不可で、投稿はメールのみとなっている。
懐かしのJポップ
番組スタッフならびに菊地が選んだテーマに沿った1980年代から2000年代のJポップをアンケートメッセージや各種コーナーの合間に流す。これは、前々番組だった『プライムエイジ・アワー・高橋勝也のザ・NIPPONヒットパレディオ』での40代〜50代のリスナー層獲得の実績を下に、当番組が日曜昼から金曜夜に移動したきっかけとなっている。
アイドルプレイバック
あの頃夢中になった1980年代から90年代のアイドルをピックアップするコーナー。
い～もんめっけ！週刊いちご通信
菊地の故郷である栃木県の魅力を伝えるコーナー。ちなみに、コーナータイトルの通り栃木県はイチゴの生産量が日本一である（主な品種：とちおとめ など）。なお、コーナー自体は日曜昼時代から続いているが2022年度以降は春夏期（ナイターイン期）のみ設けられ、秋冬期（ナイターオフ期）は文化放送制作の『ココロのオンガク 〜music for you〜』を内包ネットしている関係上お休みとなっていたが2023年度の放送分で終了、2024年度の秋冬期編成から引き続き文化放送制作『みんなの音楽室』を21:00からネットするため、番組も15分短縮の21:15にスタートすると同時に例年通りこのコーナーもお休みとなる。
ようこそVillaへ（不定期）
不定期でゲストが登場するコーナー。沖縄県内のコンサートやイベントの告知、専門家による対談など、内容は多岐に渡る。
STARTO倶楽部（仮：たのきんからトラジャまで！オール・リクエスト♪）
たのきんトリオからTravis Japanまでの旧ジャニーズ事務所所属とその事務所から移籍したSTARTO ENTERTAINMENT所属に関する曲のリクエストコーナー。元々のコーナー名は「ジャニーズ倶楽部」（後述）だったが、ジャニーズ事務所創業者のジャニー喜多川性加害問題を受けて旧タイトルとしての使用を終了、仮タイトルを経て現在のタイトルとなった。通常は上記所属タレント1名もしくは1組に絞ってリクエスト曲を募っているが、毎月最終金曜日はオールSTARTOリクエストとなっている。また、番組唯一曲のリクエスト可能なコーナーでもある。
クイズ主題歌を聞いて番組タイトルを当てよう！
ある主題歌を聞いてその曲が使われたテレビ番組・ラジオ番組・映画などのタイトルを当てるコーナー。その名の通り「曲名当てクイズ」ではない。メールで答えを募っており、正解者の中から抽選でオリジナルグッズがもらえる。生放送時代はオープニングで出題しエンディングで答えを発表したが、収録放送になってからは番組ラストで行われ、アンケート同様月曜12:00締切となる。このため、出題の解答は翌週発表という形式となる。

## 終了したコーナー
ジャニーズ倶楽部
2013年4月6日 - 2023年10月6日 毎週1組のジャニーズアイドルをご紹介するリクエストコーナー。先述通り性加害問題報道を受けてタイトルとしては終了、現在の「STARTO倶楽部」となる。
Coo&RIKU ワンニャンひろば
全国に展開するペットショップ最大手『Coo&RIKU』沖縄地区の店員が登場し、ペットに関する質問・相談を行うコーナー。同時に県内の店舗イベント情報も伝えた。
Villa de シアター
沖縄本島内の映画館（桜坂劇場・スターシアターズなど）の館長が登場し、おすすめの映画を紹介するコーナー。日曜昼時代のみコーナーを設けた。

## 放送時間
2023年4月7日 - 現在
- 金曜 21:00 - 23:00

2013年4月6日 - 2018年3月31日
- 土曜 15:00 - 18:00

2018年4月8日 - 2021年3月28日
- （第1部）日曜 10:00 - 11:30／（第2部）日曜 12:00 - 15:00

2021年4月2日 - 2022年3月25日
- 金曜 20:00 - 23:00

2022年4月1日 - 2023年3月31日
- 金曜 21:00 - 23:00